# Człowiek z Solo
Człowiek z Solo (Homo erectus soloensis) – podgatunek wymarłego hominina, Homo erectus. Dawniej klasyfikowany jako Homo sapiens soloensis. Jedyne znane szczątki tego nietypowego hominida zostały odkryte w latach 1931–1933 przez zespół, którym kierowali Willem Frederik Florus Oppenoorth, Carel ter Haar i Gustav Heinrich Ralph von Koenigswald, podczas wykopalisk prowadzonych wzdłuż brzegu rzeki Solo na wyspie Jawie w Indonezji. Jako lokalizację szczątków często podaje się Ngandong (obecny dystrykt Kradenan) – od nazwy wioski, nieopodal której okazy zostały znalezione.
Choć morfologia większości badań wskazywała na Homo erectus, kultura gatunku szczątków była niezwykle rozwinięta. Przysparza to wielu problemów teoriom dotyczącym opisów zachowań Homo erectus w zakresie jego języka i innowacji, które wprowadzał. Objętość jego czaszki szacuje się na 1013 – 1251 cm³, co jest jednym z największych rozmiarów mózgu wśród przedstawicieli rodzaju homo.
Z uwagi na narzędzia, które znaleziono przy szczątkach, oraz na poszczególne cechy anatomiczne, człowieka z Solo zaklasyfikowano jako podgatunek (nazwany Jawantrop, Javanthropus) gatunku Homo sapiens i był uważany za przodka dzisiejszych Aborygenów australijskich. Bardziej skrupulatne badania wykazały jednak, iż założenie dotyczące bycia przodkiem Aborygenów nie jest prawdziwe. Analizy osiemnastu czaszek z Sangiran, Trinil, Sambungmacan i Ngandong wykazały chronologiczny rozwój od okresu Bapang-AG do Ngandong. W 2011 oszacowano wiek człowieka z Solo na 550 tysięcy lat oraz na 143 tysiące lat.